# Železniška postaja Ljubljana Zalog
Železniška postaja Ljubljana Zalog je ena največjih železniških postaj v Sloveniji, ki je glavna ranžirna postaja za Ljubljano, oskrbuje pa tudi bližnje primestno naselje Zalog.
Sama postaja je zaradi velikosti razdeljena na:
- uvozno postajo:

- tir 1 (613 m)
- tir 2 (648 m)
- tir 3 (687 m)
- tir 4 (714 m)
- tir 5 (771 m)
- tir 6 (697 m)
- tir 7 (685 m)
- tir 8 (639 m)
- tir 9 (609 m)
- tir 62 (428 m)
- tir 64 (826 m)
- tir 64b (573 m)
- peron 1 (208x5,3 m)

- izvozno postajo

- tir 2 (589 m)
- tir 3 (531 m)
- tir 4
- tir 5 (414 m)
- tir 6 (372 m)
- tir 7 (546 m)
- tir 8 (535 m)
- tir 9 (626 m)
- tir 10 (703 m)
- tir 11 (694 m)
- tir 12 (692 m)
- tir 13 (701 m)
- tir 14 (903 m)
- tir 62 (428 m)
- tir 64 (826 m)
- tir 64b (573 m)
- peron 3 (191x6,3 m)